# Parmotrema paracrinitum
Parmotrema paracrinitum är en lavart som beskrevs av Elix. Parmotrema paracrinitum ingår i släktet Parmotrema och familjen Parmeliaceae.   Inga underarter finns listade i Catalogue of Life.